# برايان روس
برايان روس (بالإنجليزية: Brian Ross)‏ (15 أغسطس 1967 بإستيرلينغ في المملكة المتحدة - ) هو مدرب كرة قدم ولاعب كرة قدم بريطاني في مركز الدفاع. لعب مع نادي أردريونيانز ونادي ستيرلينغشير الشرقية ونادي آير يونايتد.

## وصلات خارجية
- برايان روس على موقع قاعدة بيانات كرة القدم.إي يو (الإنجليزية)
- برايان روس على موقع Soccerbase.com (لاعب) (الإنجليزية)